# زالینا سیداکووا
زالینا سیداکووا (به روسی: Залина Сидакова؛ متولد ۲۳ مارس ۱۹۹۲) کشتی‌گیر آزادکار تیم ملی بلاروس است.
از افتخارات وی می‌توان به کسب دو مدال نقره وزن ۵۵ و ۵۹ کیلوگرم در مسابقات قهرمانی کشتی جهان ۲۰۱۸ و مسابقات قهرمانی کشتی جهان ۲۰۱۲ اشاره کرد.